# 錫達瓦利鎮區 (明尼蘇達州聖路易斯縣)
錫達瓦利鎮區（英語：Cedar Valley Township）是位於美國明尼蘇達州聖路易斯縣的一個行政鎮區。

## 地方資料
錫達瓦利鎮區的面積為179.74平方千米，當中陸地面積為177.53平方千米，而水域面積為2.21平方千米。根據2020年美國人口普查的數據，當地共有人口187人，而人口密度為每平方千米1.04人。